# سویستوفکا
سویستوفکا (انگلیسی: Svistovka) یک شهرک در بخش کراسننسکی استان بلگورود کشور روسیه است.